# Абезгауз, Александр Моисеевич
Алекса́ндр Моисе́евич Абезга́уз (апрель 1898, Витебск — 1977, Ленинград) — советский педиатр, доктор медицинских наук, профессор кафедры госпитальной педиатрии Ленинградского педиатрического медицинского института, один из основоположников детской гематологии и советской (Ленинградской) педиатрической школы.

## Биография
Родился в еврейской семье, в Витебске, хотя по неподтверждённым сведениям, возможно, и в г. Лепель Витебской губернии, откуда родом его брат Гирш (Григорий) Абезгауз. В Лепеле издавна проживал семейный клан Абезгаузов, большинство из членов которого погибли в годы нацистской оккупации в Лепельском гетто.
В годы Гражданской войны оказался в Баку, где с 28.05.1918 г. власть принадлежала независимой Азербайджанской Демократической Республике. В 1919 г. поступил на медицинский факультет Бакинского государственного университета. В студенческие годы увлёкся политикой, был членом еврейской социалистической партии «Бунд», которая имела достаточно прочные позиции в Азербайджане. С приходом в апреле 1920 г. к власти большевиков, и провозглашением Азербайджанской Советской Социалистической Республики, в 1921 г. подвергся аресту, но вскоре был отпущен и продолжил учёбу в университете, который успешно окончил в 1923 г.
В 1924 г., переехал в Ленинград, где сначала работал врачом врачебно-санитарной службы Октябрьской железной дороги, затем в разные годы — исполнял обязанности школьного врача, фтизиатра, рентгенолога, педиатра в различных лечебных учреждениях Владимира, Ленинграда и Гатчины.
16.09.1930 г. А. М. Абезгауз, как бывший член партии «Бунд», был вновь арестован и после следствия, которое продолжалось почти год, 23.07.1931 г. Коллегией ОГПУ по статье 58 УК РСФСР, часть 10 (Пропаганда или агитация, содержащие призыв к свержению, подрыву или ослаблению Советской власти) был осуждён к трём годам ссылки. Наказание отбывал в одной из республик Средней Азии.
После освобождения и возвращения в Ленинград, в период с 1936 по 1940 гг. Александр Моисеевич заведовал соматическим отделением детской больницы им. К. А. Раухфуса. В ноябре 1940 г. он был приглашён профессором А. Ф. Туром на должность ассистента кафедры госпитальной педиатрии Ленинградского Педиатрического медицинского института.
Через месяц после начала Великой Отечественной войны, 23 июля 1941 года А. М. Абезгауз был мобилизован в РККА. Гвардии военврачом 2-го ранга он командовал взводом 21-го медико-санитарного батальона 70-й стрелковой дивизии (с 16.10.1942 года переименованной в 45-ю Гвардейскую ордена Ленина стрелковую дивизию) в составе 67-й армии Ленинградского фронта. В 1942 году командование характеризовало его следующим образом:

«Т[ов]. Абезгауз А. М. командир Госпитального взвода, врач-терапевт, исключительный мастер в своей области, не имеющий равного себе в дивизии, на которого возлагались и возлагаются обязанности лечащего врача командования дивизии и выше. Т[ов]. Абезгауз в течение апреля-августа 1942 г. выполнял чрезвычайно ответственную обязанность по ликвидации возникших в дивизии желудочно-кишечных заболеваний и с этими задачами он блестяще справился.
Бо́льшая часть всех больных вылечивалась в медсанбате и сразу же возвращалась в свою часть и лишь незначительное количество их было эвакуировано в госпиталя. Благодаря умелой организации лечения за время Отечественной войны возвращено в часть свыше 2400 чел.
За период операции с 29.9[.1942] по 8.10[.1942] на тов. Абезгауза была возложена ответственнейшая задача — лечить не транспортабельных больных, то есть самых тяжело раненых. Через его отделение за эти дни прошло 465 чел. Самых тяжело раненых из которых благодаря исключительно хорошего ухода 358 чел. Было эвакуировано в удовлетворительном состоянии в тыловые госпиталя для долечивания. Смертность при самом тяжёлом ранении в живот составила всего 40 %, то есть ниже средне существующего для медсанбатов.
Т[ов]. Абезгауз А. М. достоин правительственной награды орденом „Красная Звезда“».— Представление к награждению А. М. Абезгауза орденом "Красная Звезда"
Переданная 21-й армии, летом 1944 года 45-я стрелковая дивизия отличилась во время Выборгской операции. В очередном представлении к награде можно прочитать следующие слова об Александре Моисеевиче:

«За период боёв на Карельском перешейке в районе мызы Тали с 25 по 30 июня 1944 года гв. майор м/с Абезгауз, работая командиром госпитального взвода, проявил исключительное мужество по спасению жизни раненым офицерам и бойцам. За шесть дней через его руки прошло 127 человек тяжело раненых. Безграничную любовь и внимание уделил Абезгауз этим раненым. Имея громадный врачебный стаж — 21 год, он применял все новейшие методы и способы лечения по спасению тяжело раненых. Только переливаний крови и кровезамещающих растворов им лично было проделано 107 случаев. Поступает капитан Петров — тяжелейший шок с ранением плеча, старшина Орлов — ранение почки, рядовой Вахрамов — проникающее осколочное ранение черепа. Все эти товарищи, как очень многие другие, доктором Абезгауз[ом] буквально были спасены от смерти и в хорошем состоянии эвакуированы.
За исключительную заботу по спасению жизни раненым, за идеальный, не знающий предела материнский уход и правильное лечение, майор Абезгауз достоин правительственной награды: орден „Отечественной войны II степени“».— Представление к награждению А. М. Абезгауза орденом Отечественной войны II ст.
Напряжённая работа по спасению раненых не помешала Александру Моисеевичу в 1944 году защитить кандидатскую диссертацию: «Клиника болезни содоку в детском возрасте». Работу над ней он начал ещё в мирное время. Свой боевой путь А. М. Абезгауз завершил в составе родной дивизии в Курляндии. После демобилизации 26.09.1946 г. вернулся на кафедру госпитальной педиатрии ЛПМИ, с избранием на должность доцента.
В 1958 г. на 2,5 года А. М. Абезгауз оставил ЛПМИ с тем, чтобы занять должность заведующего кафедрой педиатрии Новокузнецкого государственного института усовершенствования врачей. Здесь в 1959 г. он защитил докторскую диссертацию, получил звание профессора, после чего, в 1961 г. в новом для себя качестве второго профессора кафедры госпитальной педиатрии ЛПМИ вернулся в Ленинград. В этой должности, рядом со своим неизменным руководителем, академиком А. Ф. Туром он проработал до 1971 г.

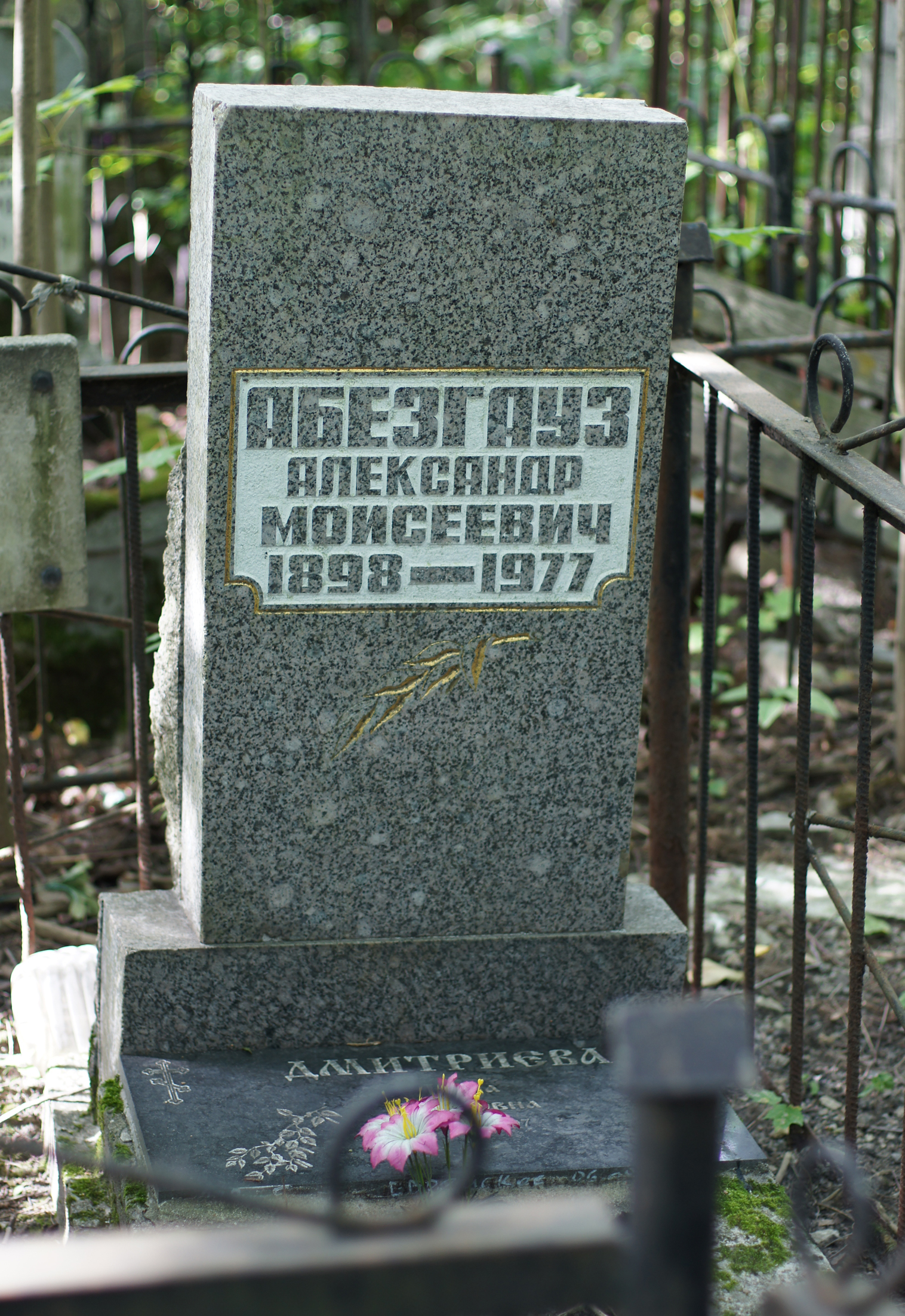
Могила А. М. Абезгауза на Преображенском кладбище (участок 1/2 нов., направо от входа вдоль фасада кладбища, поворот на Братскую дорожку, через 15 метров на мостик вправо и далее 60 метров).

Выйдя на пенсию, до последних дней своей жизни Александр Моисеевич продолжал широко консультировать практически во всех детских стационарах Ленинграда. Часто он выезжал и в область. Нередко А. М. Абезгауза можно было встретить и на кафедре в окружении молодых учёных и студентов. Скончался профессор Александр Моисеевич Абезгауз в 1977 году в возрасте 79 лет и был похоронен на Преображенском еврейском кладбище в Ленинграде.

## Основные заслуги
- Один из основоположников советской педиатрической школы, А. М. Абезгауз, наряду с Ю. А. Менделевой, М. С. Масловым, А. Ф Туром, Э. И. Фридманом, М. Г. Данилевичем, А. Б. Воловиком, оказался наиболее последовательным пропагандистом и организатором первичного педиатрического образования в СССР.
- Вместе с академиком А. Ф. Туром, Александр Моисеевич оказался родоначальником такого самостоятельного направления в педиатрии, как детская гематология. В этой области лежали и его основные научные интересы. Большое число трудов профессора Абезгауза посвящены геморрагическим состояниям у детей. Именно он впервые выделил тромбопластин из женского молока, описал псевдогемофилию, обусловленную недостатком проконвертина, гемофилию С.
- Много сил отдал Александр Моисеевич изучению редких заболеваний и синдромов в педиатрии. Его уникальный труд: «Редкие заболевания в детском возрасте» оказался первой монографией в СССР, целиком посвящённой этой важнейшей проблеме.
- А. М. Абезгауз обладал исключительным даром преподавателя и лектора, чем завоевал особую популярность у студентов. Руководимое им при кафедре госпитальной педиатрии студенческое научное общество (СНО) на протяжении многих лет собирало рекордное число студентов, желавших приобщиться к научной деятельности.
- В течение многих лет профессор Абезгауз оставался одним из наиболее инициативных членов правления Ленинградского отделения общества детских врачей.

## Некоторые научные работы
А. М. Абезгауз опубликовал свыше 70 научных работ, из них две монографии, 4 главы в руководствах и справочниках.
- Абезгауз А. М. Геморрагические состояния у детей и особенности свёртывания крови при них : Автореферат дис. на соискание учен. степени доктора мед. наук /Ленингр. педиатр. мед. институт. — Ленинград, 1959. −18с.
- Абезгауз А. М., Шокина И. И. Синдром Казабаха — Мерритта в детское возрасте. — Пробл. гематол., 1965, т. 10, № II, с. 51—53.
- Абезгауз А. М. Алкаптонурия у детей, Педиатрия, № 5, с. 67, 1965;
- Маркова И. В., Абезгауз А. М. Отравления в детском возрасте. Изд.2-е, испр.и доп. Л Медицина. 1977 г. 272с.
- Абезгауз А. М. Редкие заболевания в детском возрасте. Л. Медицина. 1975 г. 200 с.
- Абезгауз А. М. Геморрагические заболевания у детей. Л. Медгиз. 1963 г. 307 с.
- Абезгауз А. М. Ранения грудной клетки // Труды эвакогоспиталей Ленинграда системы Фронтового эвакуационного пункта № 50. № 4. 1943 г.
- Конгейм П.  Болезни пищеварительного тракта. (Пищевод, желудок, кишечник) С 17 рис. в тексте (Dr. Paul Cohnheim. Die krankheiten des verdauungskanals, Berlin) /Dr. Paul Cohnheim (Конгейм); Пер. с 4-го нем. изд. д-ра А. М. Абезгауза и Е. Б. Абезгауз Под ред. д-ра Б. Г. Шейнина. — Ленинград : Практическая медицина, 1929. — 232 с.

## Семья
- Брат — Гирш (Григорий) Моисеевич Абезгауз (уроженец Лепеля, Витебская губерния), был женат на Иохведе Абезгауз (похоронена рядом с А. М. Абезгаузом на еврейском Преображенском кладбище в Ленинграде).
  - Племянник — Вульф Григорьевич Абезгауз (1909—1941), проживал в Ленинграде, инженер-связист, погиб рядовым под Тихвином.
  - Племянник — Гилель Григорьевич Абезгауз[6] (17 февраля 1912—2002), инженер-механик, участник войны, кандидат технических наук, старший научный сотрудник НИИ, автор «Справочника по вероятностным расчётам» (1966, 1970).

## Награды
- Медаль «За боевые заслуги» (1942)
- Орден Красной Звезды (1943)
- Медаль «За оборону Ленинграда» (1943)
- Орден Отечественной войны II ст. (1944)
- Медаль «За победу над Германией в Великой Отечественной войне 1941—1945 гг.»;
- Медаль «В память 250-летия Ленинграда» (1956)
- Медаль «В ознаменование 100-летия со дня рождения Владимира Ильича Ленина» (1970)